# Ratenče
Ratenče (nemško Ratnitz) je naselje v Občini Bekštanj v Okraju Beljak-dežela na Koroškem v Avstriji.